# Obora (okres Plzeň-sever)
Obora  je vesnice ve střední části okresu Plzeň-sever v Plzeňském kraji. Leží dva kilometry východně od Kaznějova. V celé obci žije 598 obyvatel. Ves je součástí Mikroregionu Dolní Střela.

## Historie
Asi sto metrů severně od Obořické hájovny je v lokalitě s pomístním názvem U Studánek archeologickým výzkumem doložené pravěké výšinné sídliště z doby halštatské, které mělo rozlohu asi tři hektary. Kromě zbytků mazanice byly nalezeny zlomky keramiky a křemencová čepelka.
První písemná zmínka o Oboře je na listině datované okolo roku 1175, kterou kníže Soběslav II. daroval ves cisterciáckému klášteru v Plasích. V roce 1350 vystavěl klášter ve vsi kostel zasvěcený Archandělu Michaelovi.
Na počátku husitských válek v roce 1421 získal Oboru spolu s dalšími vesnicemi od krále Zikmunda katolický pán Bedřich z Kolovrat na Libštejně. Za držení Kolovraty se Obora stala součástí kaceřovského panství, které po smrti Albrechta z Kolovrat vyplatil roku 1513 plaský opat Jan. Panství, a s ním i Obora, bylo znovu zastavována.
Roku 1543 se stal majitelem Obory a dalšího klášterního majetku Florián Gryspek, po jeho smrti na jaře roku 1588 se o panství podělili jeho synové. V roce 1558 bylo uváděno v Oboře čtrnáct usedlostí. Gryspekové z Gryspachu drželi panství až do konfiskace jejich majetku Ferdinandem II. v době pobělohorské. Opat plaského kláštera požádal císaře o navrácení dřívějších klášterních statků a Obora se vrátila do majetku plaského kláštera. Třicetiletou válku přečkalo jen sedm usedlostí.
Za opata Evžena Tyttla byl barokně přestavěn kostel svatého Archanděla Michaela a o dva roky později k němu byla přistavěna věž, na které se dochoval znak opata.
Po zrušení kláštera roku 1785 přechází Obora s další majetkem do správy Náboženského fondu, od kterého bývalé klášterní kupuje ve veřejné dražbě Klemens Wenzel kníže Metternich. Rod Metternichů je v Oboře vrchností až do zrušení patrimoniální správy v roce 1850.
V okolí vesnice se těžilo černé uhlí. První důl byl otevřen Františkem Ptuškem v místech zvaných Vatinka a Spálenka v roce 1810. V osmdesátých letech 19. století u Obory fungoval černouhelný důl Hýra. Jeho majitelem byl Adolf Hýra, který se už roku 1875 v okolí podílel s Janem Fitzem na těžbě kaolinu. Mladší důl Julius založil roku 1920 Josef Strádal. Těžba uhlí v něm probíhala v letech 1921–1925 v hloubce do padesáti metrů ze sloje o mocnosti 0,8–1,2 metru. Uhlí se z dolu Julius odváželo ke kaznějovskému nádraží.

## Obyvatelstvo
V současné době je v obci Obora přihlášeno k trvalému pobytu 512 osob (k 9.3.2015)
Hlavním aktivním sdružením v obci je Sbor dobrovolných hasičů Obora, který čítá přes 200 členů. Může se pochlubit výbornými umístěními na okresních, krajských i celorepublikových soutěžích. Členové si vlastní silou vybudovali nové závodiště pro požární sport a velkou měrou se zapojili i do rekonstrukce požární nádrže (koupaliště).
| Rok            | 1869 | 1880 | 1890 | 1900 | 1910 | 1921 | 1930 | 1950 | 1961 | 1970 | 1980 | 1991 | 2001 | 2011 | 2021 |
| -------------- | ---- | ---- | ---- | ---- | ---- | ---- | ---- | ---- | ---- | ---- | ---- | ---- | ---- | ---- | ---- |
| Počet obyvatel | 455  | 486  | 478  | 517  | 576  | 613  | 676  | 600  | 613  | 564  | 530  | 471  | 450  | 488  | 545  |
| Počet domů     | 56   | 60   | 71   | 66   | 73   | 91   | 119  | 166  | 157  | 153  | 153  | 173  | 184  | 198  | 214  |

## Obecní symboly
Znak a vlajka byly obci uděleny rozhodnutím předsedy Poslanecké sněmovny Parlamentu České republiky dne 20. ledna 2005.

## Okolí
Obora sousedí na severu s Nebřezinami, na východě s Dobříčí, na jihovýchodě s Jarovem, na jihu s hospodářským dvorem Býkovem a dále Hromnicemi, na jihozápadě s Horní Břízou a na západě s Kaznějovem.